# Orávka
Orávka este o comună slovacă, aflată în districtul Rimavská Sobota din regiunea Banská Bystrica. Localitatea se află la altitudinea de 179 m deasupra n.m., se întinde pe o suprafață de 7,19 km2 și în 2017 număra 172 de locuitori.

## Istoric
Localitatea Orávka este atestată documentar din 1922.

## Demografie
| An:                | 1994 | 2004   | 2014   | 2024   |
| ------------------ | ---- | ------ | ------ | ------ |
| Număr de persoane: | 188  | 174    | 165    | 152    |
| Diferență:         |      | −7,44% | −5,17% | −7,87% |

| An:                | 2023 | 2024   |
| ------------------ | ---- | ------ |
| Număr de persoane: | 157  | 152    |
| Diferență:         |      | −3,18% |